# Mélamare
Mélamare is een gemeente in het Franse departement Seine-Maritime (regio Normandië) en telt 757 inwoners (2004). De plaats maakt deel uit van het arrondissement Le Havre.

## Geografie
De oppervlakte van Mélamare bedraagt 6,4 km², de bevolkingsdichtheid is 118,3 inwoners per km².
De onderstaande kaart toont de ligging van Mélamare met de belangrijkste infrastructuur en aangrenzende gemeenten.

## Demografie
Onderstaande figuur toont het verloop van het inwonertal (bron: INSEE-tellingen).